# Jesus’ Blood Never Failed Me Yet
Jesus' Blood Never Failed Me Yet (рус. Кровь Иисуса никогда ещё меня не подводила) — аранжировка 1971 года английским музыкантом Гэвином Брайарсом мелодии неизвестного композитора. Она основана на напеве некоего бездомного человека, повторяющего короткий мотив. Добавление гармоний, включая струнные и медные духовые инструменты, происходит от строфы к строфе.
Брайарс говорит:

В 1971 году, когда я жил в Лондоне, мы с моим другом Аланом Пауэром работали над фильмом о людях, живущих в районах Лондона Elephant and Castle и Waterloo. Во время съёмок некоторые из них сбивались на пьяные песни — иногда на куски из различных опер, иногда на сентиментальные баллады. А один из них, который вовсе не был пьян, напел мелодию религиозной песни «Jesus' Blood Never Failed Me Yet». Она не была использована в фильме, и я заполучил её в безраздельное пользование.
Когда я вернулся и поставил её дома, обнаружилось, что мотив бездомного попадал в настройку моего рояля, и я сымпровизировал простой аккомпанемент. Также я заметил, что первая секция мотива — 13-тактовая — состояла из интересной цикличной мелодии, которая повторялась в слегка непредсказуемой манере.
Я забрал кассету с этим лупом в Лестер, где я работал в Академии изящных искусств, и скопировал его с многократными репризами на другую плёнку, размышляя о возможной оркестровой аранжировке. Дверь в комнату с пультом оказалась открытой в сторону большой художественной студии, когда я отлучился попить кофе.

Вернувшись, я обнаружил, что студия стала необычно вялой, люди двигались куда медленнее обычного, а некоторые из них сидели в одиночестве, тихо плача. Я был озадачен, пока не осознал, что моя плёнка все ещё проигрывалась, и люди были охвачены пением бездомного старика. Эта история убедила меня в эмоциональной силе музыки. И, хоть бродяга умер до того, как смог услышать то, что я сделал с его пением, в моей аранжировке до сих пор отчетливо слышны его оптимизм и сила духа.

## Версии
Оригинальная, 25-минутная версия этого куска, была впервые представлена в Queen Elizabeth Hall в декабре 1972 года и записана для лейбла Брайана Ино Obscure в 1975-м.
74-минутная версия была записана в 1993 году для лейбла Point Music с Томом Уэйтсом, поющим под оригинальную версию бродяги на протяжении последних секций.